# Caballero cristiano

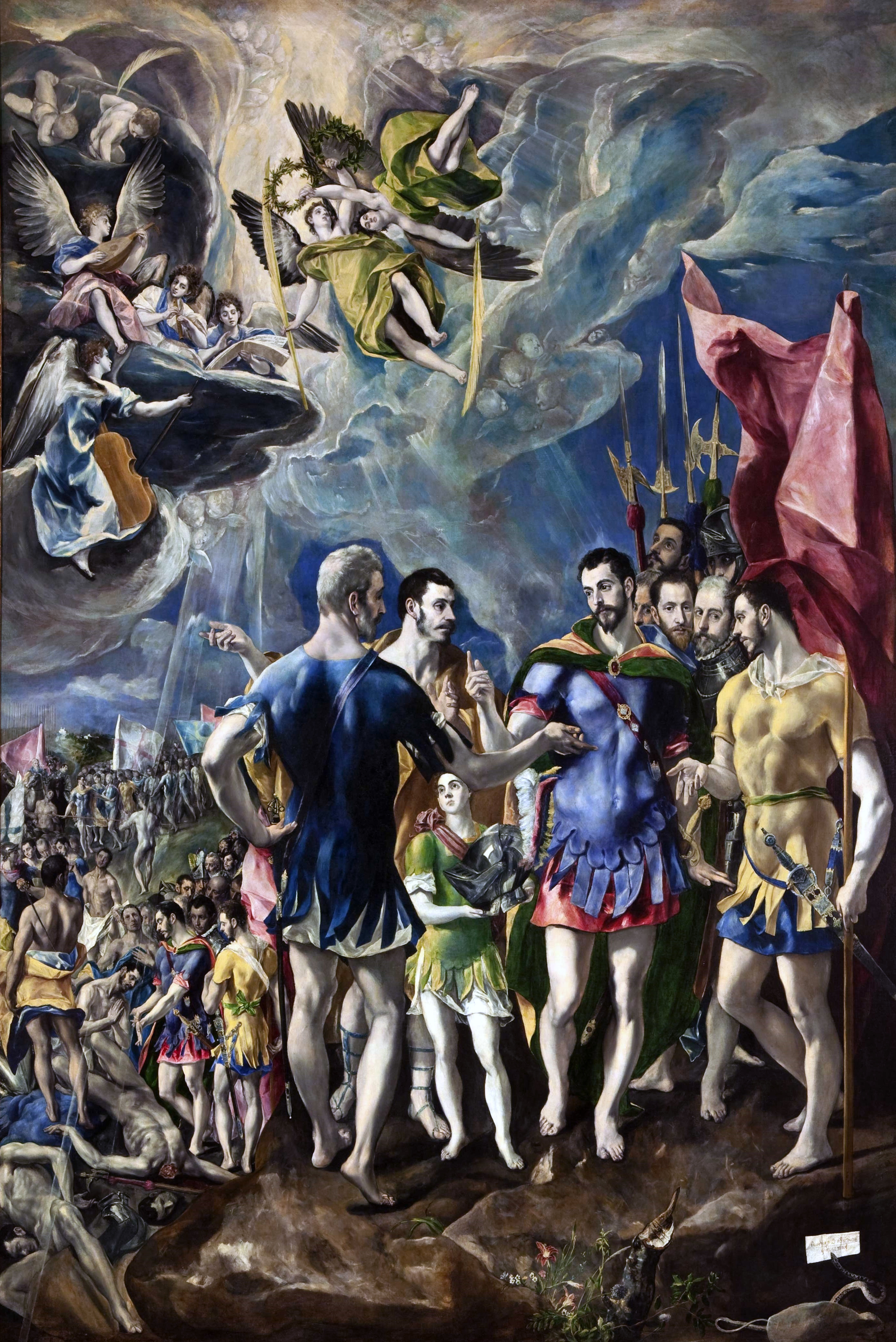
El martirio de San Mauricio, por El Greco, 1580.

Caballero cristiano, soldado cristiano, guerrero cristiano o las expresiones latinas miles Christi (soldado de Cristo), equites Christi (caballero de Cristo) y bellator Domini (guerrero del Señor), son términos que hacen referencia a diversos conceptos relacionados entre sí o poco diferenciables, siempre definitorios de una figura arquetípica que reúne dos rasgos conformadores: el cristianismo (como religión de la verdad) por un lado, y por otro la caballería o la milicia (como instituciones ligadas a la guerra).
Otra cuestión son los debates acerca del problema de la guerra justa o de la existencia un pacifismo cristiano.

## Soldado romano-cristiano
Un concepto social y religioso que se comienza a definir en el Bajo Imperio Romano con la extensión del cristianismo por el ejército romano, primero en la clandestinidad y reprimido por las persecuciones (San Mauricio y la legión tebana, de historicidad discutida, o los cuarenta mártires de Sebaste —también llamados atletas de Cristo—) y convertido en religión dominante desde Constantino (batalla del Puente Milvio, 312). Otros famosos soldados romanos vinculados con el cristianismo fueron el también legendario Longinos (que habría alanceado a Cristo en la cruz con la Lanza Sagrada); y San Martín de Tours, que había partido su capa militar para darle la mitad a un pobre (337), y tras convertirse y abandonar el ejército (357) aplicó su disciplina a la vida cristiana, llegando a obispo.

## La espada al servicio de la cruz
Un concepto político y teológico que se aplica a la función del poder político en relación con el religioso durante la Edad Media y que se expresa a través del agustinismo político (teoría de las dos ciudades, Civitate Dei), la teoría de las dos espadas y otras formulaciones ideológicas. Afectó tanto a las relaciones entre los poderes universales (Pontificado e Imperio) como a la relación entre el Papa y las monarquías feudales. Se simbolizó en diversas ceremonias rituales de coronación y unción, y en la extensa divulgación historiográfica de la conversión al catolicismo y la protección a la Iglesia y a la fe de los reyes germánicos (Clodoveo I en el reino franco, Recaredo en el reino visigodo, etc.), los carolingios, los reyes cristianos de la Reconquista, etc. Se plasmó en diversos títulos concedidos por el Papa a la realeza, como Rey Cristianísimo (Rex Christianissimus, o Roi Très-chrétien, a los reyes de Francia), Su Católica Majestad (a los Reyes Católicos Isabel de Castilla y Fernando de Aragón —1496— y sus sucesores, los reyes de España en la Monarquía Católica o Monarquía Hispánica) y Defensor de la Fe (Fidei defensor o Defender of the Faith, al rey de Inglaterra Enrique VIII en 1521). La Espada Imperial utilizada en las ceremonias del Sacro Imperio Germánico se suponía que era la de San Mauricio.

## Los estamentos feudales
Un concepto social, político e ideológico que justifica el papel predominante de los privilegiados dentro de la sociedad estamental.
Con diversos orígenes (la nobilitas tardorromana, la estructura social de los reinos germánicos -thing, maiores visigodos-, el imperio carolingio); se desarrolló en el feudalismo medieval y se prolongó durante todo el Antiguo Régimen.

## La caballería medieval

### Cruzados y órdenes militares: "mitad monje, mitad soldado"
Varias instituciones religioso-militares, que se originan a partir de los caballeros cruzados de las Cruzadas, y que se denominaron órdenes de caballería u órdenes militares: los caballeros hospitalarios (de San Juan o de Malta), los caballeros del Santo Sepulcro, los caballeros de la Orden de San Lázaro de Jerusalén y los caballeros templarios. Concretamente los templarios recibieron los nombres de pauperi equites Christi (pobres caballeros de Cristo), militia Christi y milites Templi.
Al menos dos órdenes del siglo XIII, en Lombardía y Languedoc, destinadas a combatir las herejías, recibieron denominaciones similares a militia Christi. Otras se implicaron en la extensión y protección de territorios fronterizos en diferentes reinos cristianos, como los caballeros teutones, los Hermanos Livonios de la Espada (caballeros portaespadas o Fratres militiae Christi) y las órdenes militares españolas, tanto en la Corona de Castilla (orden de Santiago, orden de Alcántara y orden de Calatrava) como en la Corona de Aragón (orden de Montesa); precedidas por las Militia Christi aragonesas (Cofradía de Belchite, fundada en 1122 y la orden de Monreal de 1124), llamadas tras su refundación por parte de Alfonso VII de León en 1136, Cesaraugustana. La portuguesa Orden de Avis respondía a idénticas circunstancias.
Ya en la Edad Moderna, en tiempos de las guerras de religión de Francia (1578), Enrique III instituyó la Orden del Espíritu Santo para luchar contra los protestantes (véanse también otras órdenes denominadas Orden del Espíritu Santo).

### Andante caballería
El concepto literario de caballero andante, derivado del concepto anterior.

### Caballeros ejemplares
Diversos ejemplos medievales reales o imaginarios, pero siempre idealizados: el Rey Arturo y los caballeros de la tabla redonda (especialmente Perceval y su búsqueda del santo Grial), Roldán, el Cid, Santiago Matamoros en la batalla de Clavijo, San Luis de los Franceses, Fernando III el Santo, etc.

## Epítetos de santos medievales
Algunos santos medievales son citados por el epíteto de bellator Domini (guerrero del Señor) o similares: San Cathróe o Cathróe de Metz (Cadroe abbate o Cadroe el abad), monje escocés del siglo X, llevaba como nombre Cathróe, traducido por su hagiógrafo como bellator in castris Dominis (guerrero en el campamento del Señor). San Eulogio o Eulogio de Córdoba, obispo martirizado en la Córdoba del siglo IX, es denominado como bellator Domini verbo potentior (guerrero del Señor de verbo poderoso).

## Instituciones religiosas
Distintas instituciones religiosas son conocidas, ellas o sus miembros, con alguno de esos términos:
- La Militia Jesu Christi o Militia Christi, «nació en 1209 alrededor de santo Domingo y de los frailes dominicos. Apoyada a lo largo de los siglos por varios Pontífices, creció como institución caballeresca cuyos miembros, laicos valerosos y fieles, se ponían al servicio de la Iglesia para defender la fe.»[6]
- La Compañía de Jesús, fundada en el siglo XVI por San Ignacio de Loyola, antiguo soldado español que aplicó a la vida espiritual e institucional y a la lucha intelectual contrarreformista (contra la Reforma protestante) los principios de disciplina y entrenamiento, utilizando terminología militar (Compañía, general, ejercicios espirituales, etc.). En el caso de esta orden religiosa, la imagen que presentaban los jesuitas como soldados de Cristo "alistados" en la Compañía de Jesús no era tanto la de caballeros con aspecto militar como otra más similar a la tradicional denominación Domini canis (perros o guardianes del Señor) aplicada a los dominicanos o dominicos (la Orden de Predicadores especializada en la lucha contra las herejías mediante la persuasión intelectual y la coacción física de la Inquisición), también caracterizados por el color negro de su hábito. La tensión entre los aspectos "militantes" y espirituales en la historia jesuita ha sido objeto de tratamiento literario y cinematográfico, por ejemplo en la película La Misión (Roland Joffé, 1986), ambientada en la violenta supresión de las reducciones jesuíticas del Paraguay en el siglo XVIII.
- Los cristadelfianos o caballeros de Cristo, confesión cristiana no trinitaria surgida en Inglaterra y América del norte en el siglo XIX.
- La Comunidad de Iona (Iona Community), fundada en vísperas de la Segunda Guerra Mundial por George MacLeod (soldado condecorado en la Primera Guerra Mundial) tomando como ejemplo a San Martín de Tours, quien había sido considerado inspiración en la primitiva iglesia de Escocia (la primitiva comunidad cristiana de Iona fundada por San Columba envió monjes a evangelizar Escocia y el resto de Gran Bretaña).[7]
- La Iglesia evangélica internacional Soldados de la Cruz de Cristo.
- La Asamblea de Soldados Cristianos (Assembly of Christian Soldiers), una iglesia de Identidad Cristiana, fundamentalista y vinculada al Ku Klux Klan.[8] Esta misma organización, y en general, el movimiento por el supremacismo blanco presenta a sus componentes como caballeros cristianos; la plasmación cinematográfica de esa identificación se hizo de forma muy evidente en la famosa película de 1915 El nacimiento de una nación, de Griffith.
- Miles Christi, católica, fundada en 1984 por Roberto Juan Yannuzzi en Argentina.[9]
- La Hermandad de los Soldados de Cristo, de Budia.[10]
- En Toledo, España, Blas Piñar incentivó la creación de una orden que comulgaba con estos valores.[11]

## Arte y literatura
Diversas obras literarias y artísticas llevan esos nombres:
- Enchiridion Militiis Christiani (Manual del caballero cristiano) de Erasmo de Róterdam (1503).

- La Historia de los dos soldados de Cristo, Barlaan y Josafat, publicada en Madrid en 1608 por Juan de Arce Solorzeno. Lope de Vega escribió en 1611 Barlaan y Josafat.[12] Con el nombre Barlaam y Josafat existen versiones medievales castellanas del siglo XIV y probablemente anteriores; todas ellas adaptación cristiana del Lalita-Vistara, texto sánscrito sobre la vida de Buda que llegó a Occidente a partir de sucesivas versiones turca, árabe, georgiana, griegas y latinas. La más divulgada fue la de Jacopo da Voragine, incluida en la Legenda aurea (siglo XIII).

- El caballero cristiano, una de las famosas conferencias de Manuel García Morente dictadas en junio de 1938 en Buenos Aires, bajo el título común de Idea de la Hispanidad.[13]

- Onward, Christian Soldiers (Adelante, soldados cristianos), canción religiosa inglesa.[14]

- Guerrero cristiano, escultura del taller de Tiziano Aspetti (principios del siglo XVII), Museo Lázaro Galdiano.[15]

- Bellator Domini, oratorio compuesto para el XV centenario de la muerte de San Martín de Tours (Fernand Jouteux, París, 1897).[16]

- God’s Christian Warriors (Guerreros cristianos de Dios) es una de las partes de la serie documental de Christiane Amanpour para la CNN God's Warriors (Guerreros de Dios), ganadora del Premio Peabody (2007).[17]